# Šime Fantela
Šime Fantela (Zadar, 19 januari 1986) is een Kroatisch zeiler. 
Fantela werd samen met Igor Marenić in 2009 en 2016 wereldkampioen in de 470. Fantela en Marenić werden in 2016 olympisch kampioen.
Fantela werd in 2018 wereldkampioen in de 49er met zijn broer Mihovil Fantela.

## Palmares

### Wereldkampioenschappen
| Jaar | Plaats     | Resultaten |
| ---- | ---------- | ---------- |
| 2009 | Rungsted   | 470 klasse |
| 2010 | Den Haag   | 470 klasse |
| 2011 | Perth      | 470 klasse |
| 2014 | Santander  | 470 klasse |
| 2015 | Haifa      | 470 klasse |
| 2016 | San Isidro | 470 klasse |
| 2018 | Aarhus     | 49er       |

### Olympische Zomerspelen
| Jaar | Plaats                | Resultaten    |
| ---- | --------------------- | ------------- |
| 2008 | Qingdao               | 9e 470 klasse |
| 2012 | Weymouth and Portland | 6e 470 klasse |
| 2016 | Rio de Janeiro        | 470 klasse    |

1976: Harro Bode / Frank Hübner ·
1980: Marcos Soares / Eduardo Penido ·
1984: Luis Doreste / Roberto Molina ·
1988: Thierry Peponnet / Luc Pillot ·
1992: Jordi Calafat / Kiko Sánchez ·
1996: Yevhen Braslavets / Ihor Matviyenko ·
2000: Tom King / Mark Turnbull ·
2004: Kevin Burnham / Paul Foerster ·
2008: Malcolm Page / Nathan Wilmot ·
2012: Mathew Belcher / Malcolm Page ·
2016: Šime Fantela / Igor Marenić ·
2020: Mathew Belcher / William Ryan